# Angelo Defanti
Angelo Defanti (Niterói, 02 de setembro de 1983) é um diretor, roteirista e produtor de cinema brasileiro.

## Carreira
Interessado em adaptações literárias para o cinema, Angelo Defanti já trabalhou com materiais originais de autores como Luis Fernando Verissimo e de fontes como a Revista Piauí. Já dirigiu atrizes e atores como Sônia Braga, Mateus Solano e José Wilker. 

## Filmografia
- "O Clube dos Anjos" (longa-metragem, em finalização)
- "Borá" (curta-metragem, 2017)
- "HQ - edição especial"[5] (série documental, HBO Brasil, 2016)
- "Um Dia" (curta-metragem, 2015)
- "Meia Hora e as manchetes que viram manchete" (documentário, 2014)
- "Sant'Anna" (curta-metragem, 2013)
- "Feijoada Completa" (curta-metragem, 2012)
- "A Melhor Idade" (curta-metragem, 2011)
- "Bom Dia, Meu Nome é Sheila ou Como Trabalhar em Telemarketing e Ganhar um Vale-Coxinha" (curta-metragem, 2009)
- "Maridos, amantes e pisantes" (curta-metragem, 2009)